# Sommer-Paralympics 2008/Teilnehmer (Malaysia)
| stlisierte Goldmedaille | stlisierte Silbermedaille | stlisierte Bronzemedaille |
| ----------------------- | ------------------------- | ------------------------- |
| —                       | —                         | 1                         |

Malaysia nahm mit elf Sportlern an den Sommer-Paralympics 2008 im chinesischen Peking teil.
Fahnenträger bei der Eröffnungsfeier war der Powerlifter Mariappan Perumal. Die einzige Medaille der malaysischen Mannschaft gewann die Powerlifterin Lee Chan Siow in der Klasse bis 56 Kilogramm mit einem dritten Platz.

## Teilnehmer nach Sportart

### Bogenschießen
Männer
- Zulkifi Mat Zin
- Muhamad Salam Sidik

### Leichtathletik
Männer
- Mohd Raduan Emeari

### Powerlifting (Bankdrücken)
Frauen
- Lee Chan Siow, 1×  (Klasse bis 56 kg)
- Sharifah Raudzah Syed Akil

Männer
- Kon Fatt Cheok
- Mariappan Perumal

### Schwimmen
Männer
- Zul Amirul Sidi Abdullah
- Yusup Dewa

### Segeln
Frauen 
- Sin Ying Loke
- Al Mustakim Matrin